# Estados Unidos en la Copa Mundial de Fútbol de 1950
La Selección de Estados Unidos fue uno de los 13 países participantes de la cuarta Copa Mundial de Fútbol que se realizó en Brasil.
Quedó emparejado en el grupo B con Chile, España e Inglaterra. El primero lo perdió por 1–3 ante España pero, en el siguiente encuentro, venció históricamente a Inglaterra por 1–0 con anotación del haitiano Joe Gaetjens, siendo una de las mayores sorpresas en la historia del fútbol. Perdió en el tercer partido por goleada ante Chile por 2–5, sentenciando su eliminación.

## Clasificación

### Grupo 9
| Equipo         | Pts | PJ | PG | PE | PP | GF | GC | Dif |
| -------------- | --- | -- | -- | -- | -- | -- | -- | --- |
| México         | 8   | 4  | 4  | 0  | 0  | 17 | 2  | 15  |
| Estados Unidos | 3   | 4  | 1  | 1  | 2  | 8  | 14 | -6  |
| Cuba           | 1   | 4  | 0  | 1  | 3  | 3  | 11 | -8  |

| Fecha                    | Lugar            |                |                           | Resultado |                           |                |
| ------------------------ | ---------------- | -------------- | ------------------------- | --------- | ------------------------- | -------------- |
| 4 de septiembre de 1949  | Ciudad de México | México         | Bandera de México         | 6:0 (3:0) | Bandera de Estados Unidos | Estados Unidos |
| 14 de septiembre de 1949 | Ciudad de México | Cuba           | Bandera de Cuba           | 1:1 (1:1) | Bandera de Estados Unidos | Estados Unidos |
| 18 de septiembre de 1949 | Ciudad de México | México         | Bandera de México         | 6:2 (3:0) | Bandera de Estados Unidos | Estados Unidos |
| 21 de septiembre de 1949 | Ciudad de México | Estados Unidos | Bandera de Estados Unidos | 5:2 (4:1) | Bandera de Cuba           | Cuba           |

## Jugadores
| #  | Nombre            | Nac | Posición       | Edad | PJ Sel | Club                    |
| -- | ----------------- | --- | -------------- | ---- | ------ | ----------------------- |
|    | Robert Annis      |     | Defensa        | 21   | -      | St. Louis Simpkins-Ford |
|    | Walter Bahr       |     | Centrocampista | 23   | -      | Philadelphia Nationals  |
|    | Frank Borghi      |     | Arquero        | 25   | -      | St. Louis Simpkins-Ford |
|    | Charlie Colombo   |     | Centrocampista | 29   | -      | St. Louis Simpkins-Ford |
|    | Geoff Coombes     |     | Defensa        | 31   | -      | Chicago Vikings         |
|    | Robert Craddock   |     | Delantero      | 26   | -      | Harmarville Hurricanes  |
|    | Nicholas DiOrio   |     | Delantero      | 29   | -      | Harmarville Hurricanes  |
|    | Joe Gaetjens      |     | Delantero      | 26   | -      | Brookhattan             |
|    | Gino Gardassanich |     | Arquero        | 27   | -      | Chicago Slovaks         |
|    | Harry Keough      |     | Defensa        | 22   | -      | St. Louis McMahon       |
|    | Joe Maca          |     | Defensa        | 29   | -      | Brooklyn Hispano        |
|    | Ed McIlvenny      |     | Centrocampista | 25   | -      | Philadelphia Nationals  |
|    | Gino Pariani      |     | Delantero      | 22   | -      | St. Louis Simpkins-Ford |
|    | Ed Souza          |     | Delantero      | 28   | -      | Ponta Delgada SC        |
|    | John Souza        |     | Delantero      | 29   | -      | Ponta Delgada SC        |
|    | Frank Wallace     |     | Delantero      | 27   | -      | St. Louis Simpkins-Ford |
|    | Adam Wolanin      |     | Delantero      | 30   | -      | Chicago Eagles          |
| DT | William Jeffrey   |     |                |      |        |                         |

## Partidos de la Selección en el Mundial de 1950

### Grupo B
| Equipo         | Pts | PJ | PG | PE | PP | GF | GC | Dif |
| -------------- | --- | -- | -- | -- | -- | -- | -- | --- |
| España         | 6   | 3  | 3  | 0  | 0  | 6  | 1  | 5   |
| Inglaterra     | 2   | 3  | 1  | 0  | 2  | 2  | 2  | 0   |
| Chile          | 2   | 3  | 1  | 0  | 2  | 5  | 6  | -1  |
| Estados Unidos | 2   | 3  | 1  | 0  | 2  | 4  | 8  | -4  |

| 25 de junio de 1950, 15:00 | España                            | 3:1 (0:1) | Estados Unidos | Durival de Britto e Silva, Curitiba                             |                                                                 |
|                            | Igoa 81' · Basora 83' · Zarra 89' | Reporte   | Pariani 17'    | Asistencia: 9.511 espectadores Árbitro(s): Mário Viana (Brasil) | Asistencia: 9.511 espectadores Árbitro(s): Mário Viana (Brasil) |

| 29 de junio de 1950, 15:00 | Estados Unidos | 1:0 (1:0) | Inglaterra | Estádio Independência, Belo Horizonte                                 |                                                                       |
|                            | Gaetjens 38'   | Reporte   |            | Asistencia: 10.151 espectadores Árbitro(s): Generoso Dattilo (Italia) | Asistencia: 10.151 espectadores Árbitro(s): Generoso Dattilo (Italia) |

| 2 de julio de 1950, 15:00 | Chile                                                     | 5:2 (2:0) | Estados Unidos                | Ilha do Retiro, Recife                                    |                                                           |
|                           | Robledo 16' · Cremaschi 32', 60' · Prieto 54' · Riera 82' | Reporte   | Wallace 47' · Maca 48' (pen.) | Asistencia: 8.501 espectadores Árbitro(s): Mário Gardelli | Asistencia: 8.501 espectadores Árbitro(s): Mário Gardelli |

## Goleadores
| Jugador       | Goles |
| ------------- | ----- |
| Gino Pariani  | 1     |
| Joe Gaetjens  | 1     |
| Frank Wallace | 1     |
| Joe Maca      | 1     |